# Скронева кістка

Череп людини. Скронева кістка позначена жовтогарячим кольором

Скроне́ва кістка (лат. os temporale) — парна кістка мозкового черепа, що входить до складу основи бічної стінки мозкового черепа, розташовується між клиноподібною, тім'яною і потиличною кістками.

## Загальний опис
Складається з луски, барабанної частини, соскоподібної частини і пірамідки, що утворює основу черепа. Луска ззовні гладенька. Від луски відходить виличний відросток (processus zygomaticus), який з'єднується з скроневим відростком виличної кістки. Утворюється вилична дуга. В основі виличного відростка є суглобова нижньощелепна ямка (fossa mandibularis), куди заходить суглобовий відросток нижньої щелепи. Утворюється скронево-нижньощелепний суглоб.
Кам'яниста частина має форму трибічної піраміди, що розташована у черепі майже горизонтально. Її основа, повернена назад і вбік, переходить у соскоподібний відросток (processus mastoideus). Верхівка кам'янистої частини спрямована вперед і до середини. Кам'яниста частина має три поверхні: передню, задню і нижню. Передня і задня поверхня обернені в порожнину черепа. Поверхні розмежовані трьома краями: верхнім, переднім і заднім.

## Частини скроневої кістки

### Луска
Луска (squama temporalis) — найбільша частина скроневої кістки і розташована вона вище решти частин. Від нижньої ділянки луски відходить виличний відросток, що зчленовується з виличною кісткою. У задньо-нижньому напрямку до луски примикає соскоподібна частина.

### Барабанна частина
Барабанна частина (pars tympanica) — тоненька пластинка, яка з трьох сторін оточує зовнішній слуховий отвір. Знаходиться під основою виличного відростка. На ній розташоване циркулярне кісткове підвищення — барабанна борозна (sulcus tympanicus), що служить місцем прикріплення барабанної перетинки.

### Соскоподібна частина
Соскоподібна частина (pars mastoidea) — нижня задня ділянка скроневої кістки. Містить соскоподібний відросток, до якого прикріплюються м'язи. Ззаду відростка, ближче до заднього краю скроневої кістки, розташований соскоподібний отвір (foramen mastoideum), через який проходить соскоподібна емісарна вена. Між барабанною частиною скроневої кістки і соскоподібним відростком розташовується барабанно-соскоподібна щілина (fisura tympanimastoidea), від якої до яремної ямки йде соскоподібний каналець (canaliculus mastoideus), у якому проходить гілка блукаючого нерва.
На внутрішній поверхні соскоподібної частини є борозна сигмоподібної пазухи, в якій лежить однойменний венозний синус.

### Піраміда
Піраміда або кам'яниста частина (pars petrosa) — внутрішня ділянка кістки. Має три поверхні: передню, задню і нижню; передня і задня поверхня обернені в порожнину черепа. Поверхні розмежовані трьома краями: верхнім, переднім і заднім.
Передня поверхня кам'янистої частини обернена вперед і догори. Збоку вона переходить у мозкову поверхню лускової частини. У ній знаходиться частина зовнішнього вуха і повністю середнє і внутрішнє. Пірамідка має три поверхні: передню, задню і нижню. На передній поверхні в основі пірамідки є підвищення півколових каналів, а на верхівці вдавлення, в якому лежить півмісяцевий вузол трійчастого нерва (V пара). На задній поверхні є внутрішній слуховий отвір (porus acusticus internus), через який проходить присінково-завитковий нерв (VIII пара черепних нервів). Посередині передньої поверхні видно велике дугове підвищення (eminentia arcuata), в товщі якого залягає передній півколовий канал кісткового лабіринту внутрішнього вуха. Між дуговим підвищенням і лусковою частиною розташована покрівля барабанної порожнини (tegmen tympani). Біля верхівки кам'янистої частини на передній поверхні помітна ямочка — трійчасте втиснення (impressio trigeminalis), де розміщується трійчастий вузол V черепного нерва. Збоку від трійчастого втиснення є два маленьких отвори: розтвір каналу великого кам'янистого нерва (hiatus canalis nervi petrosi majoris), від якого присередньо відходить борозна великого кам'янистого нерва; дещо попереду і нижче відкривається розтвір каналу малого кам'янистого нерва (hiatus canalis nervi petrosi minoris), що продовжується в борозну малого кам'янистого нерва.
На нижній поверхні пірамідки є шилоподібний відросток (processus styloideus), до якого прикріплюються м'язи (утворення «анатомічний букет»). Між шилоподібним і соскоподібним відростками є шило-соскоподібний отвір, через який виходить лицевий нерв. На нижній поверхні є також зовнішній отвір (apertura externa canalis carotici), а на верхівці внутрішній отвір (apertura interna canalis carotici) сонного каналу, через який внутрішня сонна артерія проходить до мозку і живить його. Біля яремного отвору є яремна ямка (fossa jugularis) і яремна вирізка (incisura jugularis).
Верхній край кам'янистої частини відокремлює передню поверхню від задньої. Цим краєм проходить борозна верхньої кам'янистої пазухи (sulcus sinus petrosi superioris). Нижнім краєм задньої поверхні проходить борозна нижньої кам'янистої пазухи (sulcus sinus petrosi inferioris).

### Канали
- Сонний канал (canalis caroticus) — у ньому проходить внутрішня сонна артерія і внутрішнє нервове сплетіння.
- Сонно-барабанні канальці (canaliculi caroticotympanici) — всього 2-3, ідуть від стінки сонного каналу до барабанної порожнини, містять сонно-барабанні нерви й артерії.
- М'язово-трубний канал (canalis musculotubularis) — іде назад і латерально від вершини піраміди скроневої кістки до барабанної порожнини, має спільну стінку із сонним. Складається з двох відділів:
  - Напівканал слухової труби (semicanalis tubae auditivae) — кісткова частина слухової труби;
  - Напівканал м'яза-натягувача барабанної перетинки (semicanalis musculi tensoris tympani) — містить м'яз-натягувач барабанної перетинки.
- Лицевий канал, канал лицевого нерва (canalis nervi facialis) — іде вперед і латерально від дна внутрішнього слухового проходу до задньої стінки барабанної порожнини (утворюючи на ній шило-соскоподібний отвір). На рівні розщілини каналу великого кам'янистого нерва лицевий канал утворює вигин — колінце лицевого нерва (geniculum nervi facialis). У порожнині каналу проходить лицевий нерв.
- Каналець барабанної струни (canaliculus chordae tympani) — іде від каналу лицевого нерва (починається дещо вище від шило-соскоподібного отвору) до кам'янисто-барабанної щілини. Містить гілку лицевого нерва — барабанну струну.
- Барабанний каналець (canaliculus tympanicus) — іде догори з глибини кам'янистої ямочки до розщілини каналу малого кам'янистого нерва на передній поверхні піраміди. На свому шляху він проходить послідовно через нижню стінку барабанної порожнини (продовжуючись на її лабіринтній стінці у вигляді борозни) і через перегородку м'язово-трубного каналу. Містить барабанний нерв.
- Соскоподібний каналець (canaliculus mastoideus) — іде від яремної ямки до барабанно-соскоподібної щілини, перехрещує лицевий канал у його нижній частині. Містить вушну гілку блукаючого нерва.

### Шви
- Потилично-соскоподібний шов (sutura occipitomastoidea) — з'єднує скроневу кістку з потиличною кісткою (у ділянці соскоподібної частини)
- Тім'яно-соскоподібний шов (sutura parietomastoidea) — з'єднує скроневу з тім'яною (у ділянці соскоподібної частини).
- Лускатий шов (sutura squamosa) — з'єднує скроневу з тім'яною (у ділянці луски).
- Клиноподібно-лускатий шов (sutura sphenosquamosa) — з'єднує скроневу кістку з клиноподібною
- Скронево-виличний шов (sutura temporozygomatica) — з'єднує виличний відросток скроневої кістки з виличною кісткою

|                              |
| Потилично-соскоподібний шов. |

|                                            |
| Лускатий шов та тім'яно-соскоподібний шов. |

|                            |
| Клиноподібно-лускатий шов. |

|                        |
| Скронево-виличний шов. |